# Dwayne Pentland
Dwayne Pentland (né le 8 février 1953 à Vancouver, en Colombie-Britannique au Canada) est un joueur de hockey sur glace. Il évolue au poste de défenseur.

## Carrière
À 15 ans, il commence sa carrière au sein des Broncos de Penticton en Ligue de hockey de la Colombie-Britannique (LHCB). Il y joue deux saisons, 1968-1969 et 1969-1970. La première, il est nommé meilleure recrue de la ligue, la seconde il se retrouve sélectionné dans la première équipe d’étoile de la ligue.
De 1970 à 1973, il joue à l’échelon supérieur, en Ligue de hockey de l’Ouest (LHOu) avec l’équipe des Wheat Kings de Brandon. Il est le défenseur qui obtient le plus d’aides lors de la saison  1971-1972 (63) .
Le 15 mai 1973, lors du repêchage de la Ligue nationale de hockey, il est choisi par les Rangers de New-York en 6e ronde, le 94e choix au total.
Quelques jours plus tard, le 18 mai 1973, lors du Repêchage de l'Association mondiale de hockey, il est choisi par les Oilers de l'Alberta en 7e ronde, le 84e choix au total.
Lors de la saison 1973-1974, il signe son premier contrat professionnel et joue pour les Six-Guns d'Albuquerque en  Ligue centrale de hockey (LCH). Il manquera quelques parties cette saison, à cause d'une blessure à l’épaule.
En octobre 1974, ses droits sont échangés par les Rangers de New York aux Scouts de Kansas City .
De 1974 à 1976, il évolue durant deux saisons dans la Ligue américaine de hockey (LAH). Il dispute la première avec les Nighthawks de New Haven et la seconde avec les Reds de Providence.
Lors de la saison 1976-1977, il obtient un contrat avec les Aeros de Houston et joue pour eux dans l’AMH, ainsi que pour leur club école, les Blazers d'Oklahoma City en LCH.
Il commence la saison suivante avec les Komets de Fort Wayne dans la  Ligue internationale de hockey  (LIH), mais est échangé aux Mariners de San Diego, équipe évoluant en Pacific Hockey League après 6 matchs.
En 1978-1979, il reste dans l’équipe de San Diego renommée Hawks de San Diego pour disputer une dernière saison au niveau professionnel.
En 1979-1980, il dispute une saison amateur senior avec les Flyers de Spokane en Ligue internationale de hockey de l’ouest. Il remporte avec eux la Coupe Allan.

## Statistiques
| Saison     | Équipe                  | Ligue      |                            | Saison régulière           | Saison régulière           | Saison régulière           | Saison régulière           | Saison régulière           |                            | Séries éliminatoires       | Séries éliminatoires       | Séries éliminatoires       | Séries éliminatoires | Séries éliminatoires |
| Saison     | Équipe                  | Ligue      | PJ                         | B                          | A                          | Pts                        | Pun                        | PJ                         | B                          | A                          | Pts                        | Pun                        |                      |                      |
| 1968-1969  | Broncos de Penticton    | LHCB       | Statistiques indisponibles | Statistiques indisponibles | Statistiques indisponibles | Statistiques indisponibles | Statistiques indisponibles | Statistiques indisponibles | Statistiques indisponibles | Statistiques indisponibles | Statistiques indisponibles | Statistiques indisponibles |                      |                      |
| 1969-1970  | Broncos de Penticton    | LHCB       | 48                         | 10                         | 38                         | 48                         | 0                          |                            |                            |                            |                            |                            |                      |                      |
| 1970-1971  | Wheat Kings de Brandon  | LHOu       | 65                         | 7                          | 29                         | 36                         | 95                         |                            |                            |                            |                            |                            |                      |                      |
| 1971-1972  | Wheat Kings de Brandon  | LHOu       | 67                         | 10                         | 63                         | 73                         | 90                         |                            |                            |                            |                            |                            |                      |                      |
| 1972-1973  | Wheat Kings de Brandon  | LHOu       | 67                         | 9                          | 44                         | 53                         | 45                         |                            |                            |                            |                            |                            |                      |                      |
| 1973-1974  | Six-Guns d'Albuquerque  | LCH        | 63                         | 0                          | 19                         | 19                         | 57                         |                            |                            |                            |                            |                            |                      |                      |
| 1974-1975  | Nighthawks de New Haven | LAH        | 46                         | 0                          | 10                         | 10                         | 29                         |                            |                            |                            |                            |                            |                      |                      |
| 1975-1976  | Reds de Providence      | LAH        | 59                         | 0                          | 13                         | 13                         | 51                         | 3                          | 0                          | 0                          | 0                          | 2                          |                      |                      |
| 1976-1977  | Blazers d'Oklahoma City | LCH        | 39                         | 1                          | 13                         | 14                         | 50                         |                            |                            |                            |                            |                            |                      |                      |
| 1976-1977  | Aeros de Houston        | AMH        | 29                         | 1                          | 2                          | 3                          | 6                          | 2                          | 0                          | 0                          | 0                          | 0                          |                      |                      |
| 1977-1978  | Komets de Fort Wayne    | LIH        | 6                          | 0                          | 4                          | 4                          | 12                         |                            |                            |                            |                            |                            |                      |                      |
| 1977-1978  | Mariners de San Diego   | PHL        | 42                         | 4                          | 25                         | 29                         | 52                         |                            |                            |                            |                            |                            |                      |                      |
| 1978-1979  | Hawks de San Diego      | PHL        | 58                         | 7                          | 38                         | 45                         | 51                         |                            |                            |                            |                            |                            |                      |                      |
| 1979-1980  | Flyers de Spokane       | LIHO       | Statistiques indisponibles | Statistiques indisponibles | Statistiques indisponibles | Statistiques indisponibles | Statistiques indisponibles | Statistiques indisponibles | Statistiques indisponibles | Statistiques indisponibles | Statistiques indisponibles | Statistiques indisponibles |                      |                      |
| Totaux AMH | Totaux AMH              | Totaux AMH | 29                         | 1                          | 2                          | 3                          | 6                          | 2                          | 0                          | 0                          | 0                          | 0                          |                      |                      |